# Dichotische luistertaak
Dichotisch luisteren is een procedure uit de experimentele psychologie waarbij, meestal door middel van koptelefoons, aan elk van beide oren tegelijkertijd auditieve prikkels (zoals gesproken woorden) worden gepresenteerd. Deze proefopzet is voor verschillende doeleinden gebruikt.

## Selectieve aandacht
De dichotische luistertaak werd oorspronkelijk gebruikt om mechanismen van selectieve aandacht te onderzoeken. In deze door de psycholoog Cherry bedachte taak moesten proefpersonen gesproken zinnen die op één oor werden aangeboden nazeggen. Tegelijkertijd werden op het andere oor ook zinnen aangeboden. Deze techniek wordt ook wel shadowing (schaduwen) genoemd. Cherry vond dat men doorgaans goed in staat was de gesproken zinnen op het geattendeerde oor na te zeggen, en die op het andere oor te negeren. Dit gold vooral als de woorden op het geattendeerde en genegeerde oor qua fysische kenmerken duidelijk van elkaar verschilden, zoals in stemhoogte of type stem. Dit bleek uit het feit dat het nazeggen vrijwel foutloos werd uitgevoerd. Ook was men zich niet bewust van de inhoud van de genegeerde woorden of zinnen, en merkte men zelfs niet op dat soms, midden in een zin, deze woorden ineens van achter naar voren werden voorgelezen. Wél merkte men genegeerde stimuli op als deze fysisch van de rest verschilden,  bijvoorbeeld als zo nu en dan een woord harder of anders klonk, of als er een toon werd aangeboden tussen de woorden in. Kennelijk wordt informatie die er in fysisch opzicht ‘uitspringt’, automatisch door het brein verwerkt, zelfs als de aandacht er niet op is gericht. 

## Hemisferische specialisatie

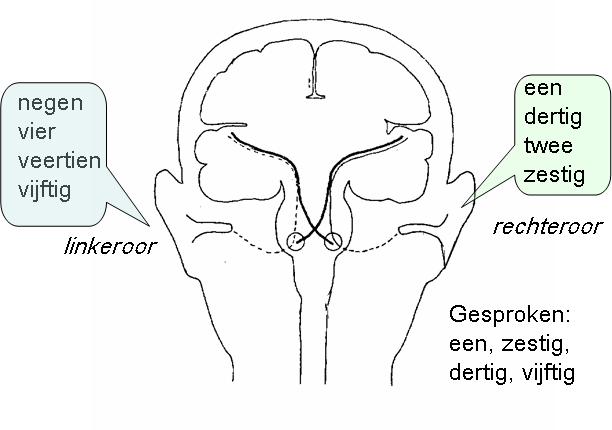
Voorbeeld van een dichotische luistertaak. Contralaterale zenuwbanen zijn dik, en ipsilaterale zenuwbanen zijn dun getekend.

Een andere versie van de dichotische luistertaak is gebruikt in onderzoek naar hemisferische specialisatie. Deze taak is bedacht door de neuropsycholoog Doreen Kimura. Hierbij worden wederom aan beide oren door een koptelefoon in hoog tempo woorden, zoals gesproken cijfers, aangeboden. In 2 seconden tijd worden bijvoorbeeld na elkaar 4 woorden op het rechteroor, en 4 woorden op het linkeroor gepresenteerd. De opdracht daarbij luidt zo veel mogelijk woorden te herhalen die men in de voorafgaande aanbieding heeft gehoord. Het blijkt nu dat de meeste proefpersonen meer woorden correct rapporteren die op het rechter- dan linkeroor worden aangeboden, Dit verschijnsel heet ook wel rechteroor-voordeel (Engels: Right Ear Advantage). Dit is mede een gevolg van het feit dat de auditieve zenuwbanen van het oor naar de contralaterale (tegenovergestelde) hersenhelft sterker ontwikkeld zijn, dan de ipsilaterale banen (banen die gaan naar de hersenhelft aan dezelfde kant als het oor). Dit betekent o.a. dat woorden die rechts worden aangeboden ook een sterker effect hebben op de linker- dan rechterhersenhelft. Het rechteroor-voordeel valt dan te verklaren als een gevolg van het feit dat de linkerhersenhelft beter is in het verwerken van verbale (taalachtige) stimuli zoals woorden, dan de rechterhersenhelft. Kimura vond ook dat bij aanbieding van korte muziekfragmenten een linkeroor-voordeel optrad: kennelijk was de rechterhersenhelft superieur in het herkennen/onthouden van muziek. Overigens  blijken deze effecten niet bij alle proefpersonen op te treden, en zijn de verschillen in accuratesse tussen  rechter- en linkeroor doorgaans vrij klein.